# El libro de arena
El libro de arena es una obra que reúne cuentos y relatos del escritor argentino Jorge Luis Borges, publicada en el año 1975. De acuerdo con la opinión del autor, El libro de arena, escrito en el ocaso de su vida, era su obra maestra, apreciación que muchos de sus críticos no comparten, en favor de otras obras como Ficciones.
Sobre la colección el propio Borges dijo:

He querido ser fiel, en estos ejercicios de ciego, al ejemplo de Wells: la conjunción del estilo llano, a veces casi oral, y de un argumento imposible

La primera edición, en Buenos Aires, fue realizada por Emecé y tenía 181 páginas. En Madrid fue editado ese mismo año por Ultramar. 
Borges opta por realizar un epílogo para esta antología de cuentos, a diferencia de sus anteriores colecciones El jardín de senderos que se bifurcan (1941) y Artificios (1944) (posteriormente reeditado juntos en Ficciones), que tuvieron un prólogo. Respecto a esto, Borges comienza el epílogo de El libro de arena diciendo:

"Prologar cuentos no leídos aún es tarea casi imposible, ya que exige el análisis de tramas que no conviene anticipar. Prefiero por consiguiente un epílogo".
-Jorge Luis Borges, El libro de arena (epílogo).

## Cuentos
El libro consta de los siguientes textos:
- "El otro"
- "Ulrica"
- "El congreso"
- "There are more things"
- "La secta de los treinta"
- "La noche de los dones"
- "El espejo y la máscara"
- "Undr"
- "Utopía de un hombre que está cansado"
- "El soborno"
- "Avelino Arredondo"
- "El disco"
- "El libro de arena"